# Paul Erich Wandhoff
Paul Erich Wandhoff (* 5. Oktober 1879 in Duisburg; † 15. Juni 1934 in Freiberg) war ein deutscher Professor für Markscheidewesen und Geodäsie.

## Leben
Paul Erich Wandhoff studierte an der Bergakademie Clausthal. Er war dort Mitglied in der Turnerschaft „Germania“. Mit der Dissertation über die „Moselterrassen von Zeltingen bis Cochem“ wurde er an der Ludwigs-Universität Gießen 1914 promoviert. Im Ersten Weltkrieg diente er als Vermesser in der Fliegertruppe des deutschen Heeres in Palästina („Operation Pascha“) zur Verstärkung der Heeresgruppe F. Wandhoff wurde 1918 an die Bergakademie Freiberg berufen und hielt seine Antrittsvorlesung zum Kriegsvermessungswesen. Dort war er 1926 bis 1928 Rektor. Im November 1933 unterzeichnete er das Bekenntnis der deutschen Professoren zu Adolf Hitler. Am 3. April 1934 wurde er als Mann von „kerndeutscher Gesinnung“ zum Prorektor berufen, starb aber überraschend.
Wandhoff war 1912 beteiligt an der Übersetzung Carl Schiffners von Georgius Agricola, De re metallica, von 1556.